# Система обнаружения утечек
Система обнаружения утечек (СОУ) — автоматизированная информационная система, контролирующая целостность стенки трубопровода.
Трубопроводные системы являются одним из самых экономичных и безопасных способов транспортировки газов, нефти, нефтепродуктов и других жидкостей. В качестве средства транспортировки на большие расстояния трубопроводы имеют высокую степень безопасности, надёжности и эффективности. Большая часть трубопроводов в независимости от транспортируемой среды разрабатываются исходя из срока эксплуатации порядка 25 лет. По мере старения они начинают отказывать, появляются утечки в конструкционно слабых местах соединений, точках коррозии и участках, имеющих небольшие структурные повреждения материала. Кроме того есть и другие причины, приводящие к появлению утечек, такие как случайное повреждение трубопровода, террористические акты, диверсии, воровство продукта из трубопровода и т. д.
Главная задача систем обнаружения утечек (СОУ) состоит в том, чтобы помочь владельцу трубопровода выявить факт утечки и определить её местоположение. СОУ обеспечивает формирование сигнала тревоги о возможном наличии утечки и отображение информации, помогающей принять решение о наличии или отсутствии утечек. Системы обнаружения утечек из трубопроводов имеют большое значение для эксплуатации трубопроводов, поскольку позволяют уменьшить время простоя трубопровода.
Термин «система обнаружения утечек» и аббревиатура СОУ является в целом устоявшейся (применяется в ряде корпоративных нормативных документов ОАО «АК „Транснефть“»). Ряд производителей используют для обозначения такого рода систем иные названия:
- Система обнаружения утечек и контроля активности (СОУиКА) — ЗАО «Омега»[1][2]
- Инфразвуковая Система Мониторинга Трубопроводов (ИСМТ) — НПФ «Тори»[3][4][5]

В англоязычной практике такого рода системы обычно называют Leak detection system (LDS)
Наиболее общая классификация СОУ приведена в стандарте 1130, разработанном API. Согласно этой классификации, СОУ подразделяются на системы на базе процессов, происходящих в трубопроводе, и СОУ на базе процессов, происходящих вне трубопровода. Системы первого вида используют контрольно-измерительное оборудование (датчики давления, расходомеры, датчики температуры и т. д.) для мониторинга параметров транспортируемой среды в трубопроводе. Системы второго вида используют контрольно-измерительное оборудование (ИК-радиометры, тепловизоры, детекторы паров, акустические микрофоны, волоконно-оптические датчики и т. д.) для контроля параметров вне трубопровода.
Более частная классификация содержится в РД-13.320.00-КТН-223-09 «Системы обнаружения утечек комбинированного типа на магистральных нефтепроводах. Общее техническое задание на проектирование, изготовление и ввод в эксплуатацию», который разработан и применяется ОАО «АК „Транснефть“». Эта классификация охватывает только некоторые из систем, рассматриваемых в API 1130
как системы на базе процессов, происходящих в трубопроводе.
Согласно ей СОУ подразделяются на следующие типы:
1. Система обнаружения утечек по волне давления — программно-аппаратный комплекс для обнаружения волны давления, возникающей в трубопроводе при образовании в нём утечки. Работа комплекса основана на анализе специализированным программным обеспечением данных, собираемых специализированных контроллерами (модулями) СОУ с дополнительных (не используемых для управления технологическим процессом) датчиков давления.
2. Параметрическая система обнаружения утечек — программный комплекс, функционирующий совместно с системой диспетчерского контроля и управления (СДКУ) на основе использования поступающих в СДКУ данных о параметрах работы нефтепровода. Работа комплекса основана на анализе данных телеизмерений, имеющиеся на верхнем уровне АСУ ТП и применения математической модели для принятия решения о наличии утечки. Системы такого рода в API 1155 называются «Software Based Leak Detection Systems»[7];
3. Комбинированные системы обнаружения утечек — СОУ объединяющие в себе Систему обнаружения утечек по волне давления и Параметрическая система обнаружения утечек.

## Нормативная база
В некоторых странах правила эксплуатации и трубопроводов и необходимость наличия СОУ регулируется на законодательном уровне.

### Стандарты API (США)
Американский институт нефти (API (American Petroleum Institute)) — национальная неправительственная организация США, занимающаяся исследованиями всех аспектов и обеспечивающая деятельность по регулированию вопросов в области нефтяной и газовой промышленности. Институт разработал ряд стандартов, регламентирующих построение систем обнаружения утечек (СОУ).
API 1130 «Computational Pipeline Monitoring for Liquids»

Стандарт API 1130 содержит рекомендации по разработке, внедрению, тестированию и эксплуатации СОУ, использующих алгоритмический подход. Документ предназначен для того, чтобы помочь организации, эксплуатирующей трубопровод, выбрать поставщика СОУ, провести настройку и тестирование системы. В документе приводится общая классификация, подразделяющая СОУ на системы на базе процессов, происходящих в трубопроводе и СОУ на базе процессов, происходящих вне трубопровода. Системы первого вида используют контрольно-измерительное оборудование (датчики давления, расходомеры, датчики температуры и т. д.) для мониторинга параметров транспортируемой среды в трубопроводе. Анализ значения этих параметров позволяет сделать вывод о возможном наличии утечки. СОУ на базе процессов, происходящих вне трубопровода используют для обнаружения утечки специализированные датчики, обнаруживающие специфичные изменения параметров, сопровождающие вытекание продукта из трубопровода
'API 1155 «Evaluation Methodology for Software Based Leak Detection Systems»

Стандарт API 1155 описывает построение чисто программной СОУ, основанной на обработке значений технологических параметров, описывающих процесс трубопроводного транспорта (Давление, расход, температура). Приводятся рекомендуемые форматы данных, сведения о влиянии различных факторов на параметры системы, даются рекомендации по внедрению системы.
API RP 1175 «Pipeline Leak Detection—Program Management»

Стандарт API RP 1175 предназначен для операторов трубопроводного транспорта и описывает требования к программным система обнаружения утечек на трубопроводах с опасными жидкостями. Указаны требования в соответствии с положением действующего законодательства США.

### TRFL (Германия)
TRFL (нем. «Technische Regel für Rohrfernleitungen») — Технические правила для трубопроводных систем. В TRFL обобщены требования к трубопроводам, подлежащим государственному контролю и регулированию. Данные правила касаются трубопроводов с огнеопасными и ядовитыми жидкостями и большинства газопроводов. В документе предъявляются следующие требования к функциям СОУ:
- наличие двух независимых методов непрерывного обнаружения утечек при стационарном режиме работы, один из которых должен обеспечивать обнаружение утечек при переходных процессах, то есть при запуске трубопровода;
- наличие метода обнаружения утечек при остановленном трубопроводе;
- наличие метода обнаружения медленно развивающихся утечек;
- наличие метода быстрой локализации утечек.

### Технический регламент «О безопасности трубопроводного транспорта»(Российская Федерация)
17.07.2010 Министерство энергетики РФ в соответствии с Федеральным законом от 27 декабря 2002 г. № 184-ФЗ «О техническом регулировании» подготовило проект федерального закона "Технический регламент «О безопасности магистральных трубопроводов для транспортировки жидких и газообразных углеводородов». Законопроект учитывает положения законодательства Российской Федерации в области технического регулирования, промышленной безопасности, охраны окружающей среды и градостроительной деятельности и устанавливает требования к магистральным трубопроводам, как к единым производственно-технологическим комплексам, правила идентификации объектов технического регулирования для целей применения законопроекта, правила и формы оценки соответствия объектов технического регулирования требованиям законопроекта.
Данный законопроект разработан с учётом рисков, связанных со спецификой строительства и эксплуатации магистральных трубопроводов, и направлен на защиту людей и окружающей среды от нанесения ущерба в результате вероятных аварий и чрезвычайных ситуаций.
Помимо факторов риска, связанных с техническим состоянием объектов магистральных трубопроводов, законопроект учитывает такие обстоятельства, как близость трубопровода к населённым пунктам и природным объектам, подверженным экологическому загрязнению; внешние антропогенные воздействия (например, несанкционированные врезки в магистральный трубопровод), а также природные воздействия (землетрясения, оползни).
В настоящее время проект закона о техническом регламенте находится в Государственной Думе РФ на рассмотрении в третьем чтении.